# Championnat du Kirghizistan de football 2004
Navigation
Saison précédente Saison suivante
La saison 2004 du Championnat du Kirghizistan de football est la treizième édition de la première division au Kirghizistan. Dix formations sont regroupées au sein d'une poule unique où elles s'affrontent à quatre reprises, deux à domicile et deux à l'extérieur.
C'est le Dordoi-Dinamo Naryn qui remporte la compétition cette saison après avoir terminé en tête du classement final, avec cinq points d'avance sur le SKA-Shoro Bichkek et vingt-et-un sur le tenant du titre, le Zhashtyk Ak Altyn Kara-Suu. C'est le tout premier titre de champion du Kirghizistan de l'histoire du club, qui réussit même le doublé en s'imposant face au Zhashtyk en finale de la Coupe du Kirghizistan.
L'équipe nationale du Kirghizistan des moins de 21 ans prend part à la compétition cette saison. À partir de cette saison, le vainqueur du championnat se qualifie pour la Coupe du président de l'AFC, la nouvelle compétition mise en place par l'AFC pour les nations dites émergentes, dont fait partie le Kirghizistan.

## Les clubs participants
- SKA-ShorO Bichkek
- Dordoi-Dinamo Naryn
- FC RUOR-Guardia Bichkek
- Zhashtyk Ak Altyn Kara-Suu
- Abdish-Ata Kant
- Jayil Baatyr Kara-Balta
- Shoro Bichkek
- Alay Och
- Kirghizistan U21
- FC Neftchi Kotchkor-Ata

## Compétition
Le barème de points servant à établir le classement se décompose ainsi :
- Victoire : 3 points
- Match nul : 1 point
- Défaite : 0 point

### Classement
| Rang | Équipe                      | Pts | J  | G  | N | P  | Bp  | Bc  | Diff |
| ---- | --------------------------- | --- | -- | -- | - | -- | --- | --- | ---- |
| 1    | Dordoi-Dinamo NarynC        | 98  | 36 | 32 | 2 | 2  | 126 | 17  | +109 |
| 2    | SKA-Shoro Bichkek           | 93  | 36 | 30 | 3 | 3  | 107 | 20  | +87  |
| 3    | Zhashtyk Ak Altyn Kara-SuuT | 77  | 36 | 25 | 2 | 9  | 84  | 38  | +46  |
| 4    | FC RUOR-Guardia Bichkek     | 63  | 36 | 20 | 3 | 13 | 66  | 55  | +11  |
| 5    | Abdish-Ata Kant             | 46  | 36 | 14 | 4 | 18 | 63  | 75  | -12  |
| 6    | FC Alay Och                 | 42  | 36 | 13 | 3 | 20 | 48  | 60  | -12  |
| 7    | Jayil Baatyr Kara-Balta     | 33  | 36 | 10 | 3 | 23 | 44  | 85  | -41  |
| 8    | FC Neftchi Kotchkor-Ata     | 29  | 36 | 9  | 2 | 25 | 30  | 87  | -57  |
| 9    | Shoro Bichkek               | 23  | 36 | 7  | 2 | 27 | 26  | 88  | -62  |
| 10   | Kirghizistan U21            | 20  | 36 | 6  | 2 | 28 | 25  | 100 | -75  |

|  | Qualification pour la Coupe du président de l'AFC 2005                        |
|  | Abandon en cours de saison                                                    |
|  | T : Tenant du titre C : Vainqueur de la Coupe du Kirghizistan P : Promu de D2 |

- Le Shoro Bichkek abandonne la compétition après la 18e journée, imité par le FC Neftchi Kotchkor-Ata à l'issue de la 27e journée.

## Bilan de la saison
| Championnat du Kirghizistan de football 2004 |                                 |
| Champion                                     | Dordoi-Dinamo Naryn (1er titre) |
| Coupes et trophées                           |                                 |
| Vainqueur de la Coupe du Kirghizistan 2004   | Dordoi-Dinamo Naryn             |
| Qualifications continentales                 |                                 |
| Coupe du président de l'AFC 2005             | Dordoi-Dinamo Naryn             |
| Promotions et relégations                    |                                 |
| Promus en Vysshaya Liga                      | Shumkar-M Kara-Suu              |
| Relégués en Deuxième division                | Shoro Bichkek                   |
| Relégués en Deuxième division                | FC Neftchi Kotchkor-Ata         |